# Boësse (Deux-Sèvres)
Boësse – miejscowość i gmina we Francji, w regionie Nowa Akwitania, w departamencie Deux-Sèvres.
Według danych na rok 1990 gminę zamieszkiwały 412 osoby, a gęstość zaludnienia wynosiła 27 osób/km² (wśród 1467 gmin regionu Poitou-Charentes Boësse plasuje się na 616. miejscu pod względem liczby ludności, natomiast pod względem powierzchni na miejscu 569.).